# Canton d'Aveyron-Lère
Le canton d'Aveyron-Lère est une circonscription électorale française du département de Tarn-et-Garonne.

## Histoire
Un nouveau découpage territorial du département de Tarn-et-Garonne entre en vigueur à l'occasion des élections départementales de 2015. Il est défini par le décret du 27 février 2014, en application des lois du 17 mai 2013 (loi organique 2013-402 et loi 2013-403). Les conseillers départementaux sont, à compter de ces élections, élus au scrutin majoritaire binominal mixte. Les électeurs de chaque canton élisent au Conseil départemental, nouvelle appellation du Conseil général, deux membres de sexe différent, qui se présentent en binôme de candidats. Les conseillers départementaux sont élus pour 6 ans au scrutin binominal majoritaire à deux tours, l'accès au second tour nécessitant 12,5 % des inscrits au 1er tour. En outre la totalité des conseillers départementaux est renouvelée. Ce nouveau mode de scrutin nécessite un redécoupage des cantons dont le nombre est divisé par deux avec arrondi à l'unité impaire supérieure si ce nombre n'est pas entier impair, assorti de conditions de seuils minimaux. En Tarn-et-Garonne, le nombre de cantons passe ainsi de 30 à 15.
Le canton d'Aveyron-Lère est formé de communes des anciens cantons de Nègrepelisse (5 communes) et de Caussade (1 commune). Le bureau centralisateur est situé à Caussade.

## Représentation
| Période élective | Période élective | Mandat | Mandat   | Identité          | Nuance | Nuance | Qualité |
| ---------------- | ---------------- | ------ | -------- | ----------------- | ------ | ------ | --- |
| 2015             | 2021             | 2015   | 2021     | Gérard Hébrard    |        | LR     | Dirigeant associé d'un cabinet d'expertise comptable Maire de Caussade 4ème Vice-Président du Conseil départemental |
| 2015             | 2021             | 2015   | 2021     | Véronique Riols   |        | LR     | Cadre commercial Adjointe au Maire de Monteils 6ème Vice-Présidente du Conseil départemental                        |
| 2021             | 2028             | 2021   | en cours | Valérie Rabault   |        | PS     | Ingénieure Conseillère municipale de Piquecos Députée de la 1ère circonscription du Tarn-et-Garonne (depuis 2012)   |
| 2021             | 2028             | 2021   | en cours | Cédric Vaissières |        | DVG    | Directeur commercial Conseiller municipal d'opposition de Caussade                                                  |

### Résultats détaillés

#### Élections de mars 2015
À l'issue du 1er tour des élections départementales de 2015, deux binômes sont en ballottage : Lucie Cimmino et Philippe Lepeltier (FN, 29,13 %) et Gérard Hebrard et Véronique Riols (Union de la Droite, 24,86 %). Le taux de participation est de 57,51 % (7 708 votants sur 13 403 inscrits) contre 58,89 % au niveau départemental et 50,17 % au niveau national.
Au second tour, Gérard Hebrard et Véronique Riols (Union de la Droite) sont élus avec 61,69 % des suffrages exprimés et un taux de participation de 58,02 % (4 139 voix pour 7 777 votants et 13 403 inscrits).

#### Élections de juin 2021
Le premier tour des élections départementales de 2021 est marqué par un très faible taux de participation (33,26 % au niveau national). Dans le canton d'Aveyron-Lère, ce taux de participation est de 41,63 % (5 917 votants sur 14 213 inscrits) contre 40,22 % au niveau départemental. À l'issue de ce premier tour, deux binômes sont en ballottage : Valérie Rabault et Cédric Vaissières (Union à gauche, 46,15 %) et François Bonhomme et Véronique Riols (DVD, 32,68 %).
Le second tour des élections est marqué une nouvelle fois par une abstention massive équivalente au premier tour. Les taux de participation sont de 34,36 % au niveau national, 41,75 % dans le département et 44 % dans le canton d'Aveyron-Lère. Valérie Rabault et Cédric Vaissières (Union à gauche) sont élus avec 54,48 % des suffrages exprimés (3 199 voix pour 6 254 votants et 14 214 inscrits),,.

## Composition
Le canton d'Aveyron-Lère comprend six communes entières.
| Nom                              | Code Insee | Intercommunalité        | Superficie (km2) | Population (dernière pop. légale) | Densité (hab./km2) | Modifier                                    |
| -------------------------------- | ---------- | ----------------------- | ---------------- | --------------------------------- | ------------------ | ------------------------------------------- |
| Caussade (bureau centralisateur) | 82037      | CC du Quercy Caussadais | 45,73            | 6 858 (2022)                      | 150                | modifier les données · modifier les données |
| Bioule                           | 82018      | CC Quercy Vert-Aveyron  | 20,44            | 1 194 (2022)                      | 58                 | modifier les données · modifier les données |
| Montricoux                       | 82132      | CC Quercy Vert-Aveyron  | 26,44            | 1 175 (2022)                      | 44                 | modifier les données · modifier les données |
| Nègrepelisse                     | 82134      | CC Quercy Vert-Aveyron  | 49,22            | 5 839 (2022)                      | 119                | modifier les données · modifier les données |
| Saint-Étienne-de-Tulmont         | 82161      | CC Quercy Vert-Aveyron  | 21,14            | 4 050 (2022)                      | 192                | modifier les données · modifier les données |
| Vaïssac                          | 82184      | CC Quercy Vert-Aveyron  | 37,21            | 952 (2022)                        | 26                 | modifier les données · modifier les données |
| Canton d'Aveyron-Lère            | 8201       |                         | 200,18           | 20 068 (2022)                     | 100                | modifier les données                        |

## Démographie
En 2022, le canton comptait 20 068 habitants, en évolution de +3,29 % par rapport à 2016 (Tarn-et-Garonne : +3,12 %, France hors Mayotte : +2,11 %).
| 2013   | 2018   | 2022   |
| ------ | ------ | ------ |
| 18 947 | 19 551 | 20 068 |